# Климент Актон Гріском
Климент Актон Ґріском (англ. Clement Acton Griscom) (15 березня 1841 Філадельфія - 10 листопада 1912 року Хаверфордi, Пенсільванія) - американський квакер XIX століття, підприємець і магнат з судноплавства.

## Життєпис
Ґріском навчався в місцевих школах до 16 років, згодом пішов працювати клерком в будинок судноплавства Peter Wright and Sons (Пітер Райт та Сини). Вже там став партнером у бізнесі у 1862 році. У 1882 році Климент Актон Ґріском став віцепрезидентом International Navigation Company, який керував флотом 26 парових океанських лайнерів та був відомий як Red Star Line. До 1888 року він був президентом обох компаній і American Line також. У 1902 році за фінансування Моргана компанії були об'єднані в пароплавну трастову компанію International Mercantile Marine, яка керувала 136 суднами на п'яти трансатлантичних лініях. Згодом Ґріском став першим президентом IMM.
Також він відомий як творець всеамериканського торгового флоту, не поступаючись конкурентам з Великої Британії та Німеччини.
Dolobran (1881), його заміський будинк в Хаверфорд, Пенсільванія є одним з найвизначніших будинків архітектора Френка Фернесса. Ґріском заснував свою приватну плантацію для полювання під назвою Horseshoe Plantation (укр. Плантація Підкови) - на північ від Таллахассі, штат Флорида.
Ґріском помер від інсульту у віці 71-го року.
У 1914 році його вдова, Френсіс Біддл Кенбі, побудувала фонтан у його честь в Watch Hill в західному, Род-Айленді. Фонтан включав в себе бронзову статую чоловіка з племені Niantic з головою Нініґрета (англ. Ninigret), скульптор Енід Ninigret.

## Сім'я
Ґріском одружився з Френсіс Біддл Кенбі (1840-1923) в 1862 році, і у них було шестеро дітей:
- Джон Актон Ґріском (1863-1865).
- Гелен Біддл Ґріском (1866-1950), одружена (1889) з Семюелем Беттле.
- Климент Актон Ґріском молодший (1868-1918), був на чолі виконавчої влади з судноплавства, одружений (1889) з Genevieve Sprigg Ludlow.[9]
- Родман Еллісон Ґріском (1870-1944), біржовий маклер, одружений (1897) з  Енн Старр.
- Ллойд Карпентер Ґріском (1872-1959), дипломат, одружений (1901) з Елізабет Дюер Бронсон.
- Френсіс С. "Братки" Ґріском (англ. Frances C. "Pansy" Griscom) (1879-1974), чемпіон з гри в гольф.

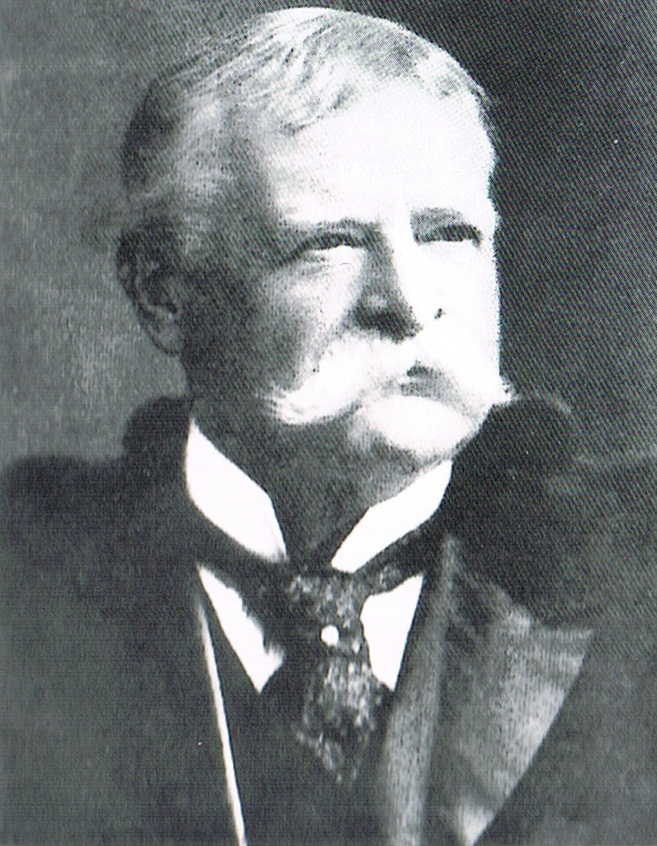
Портрет Климента Ґріскома 1890-х років.
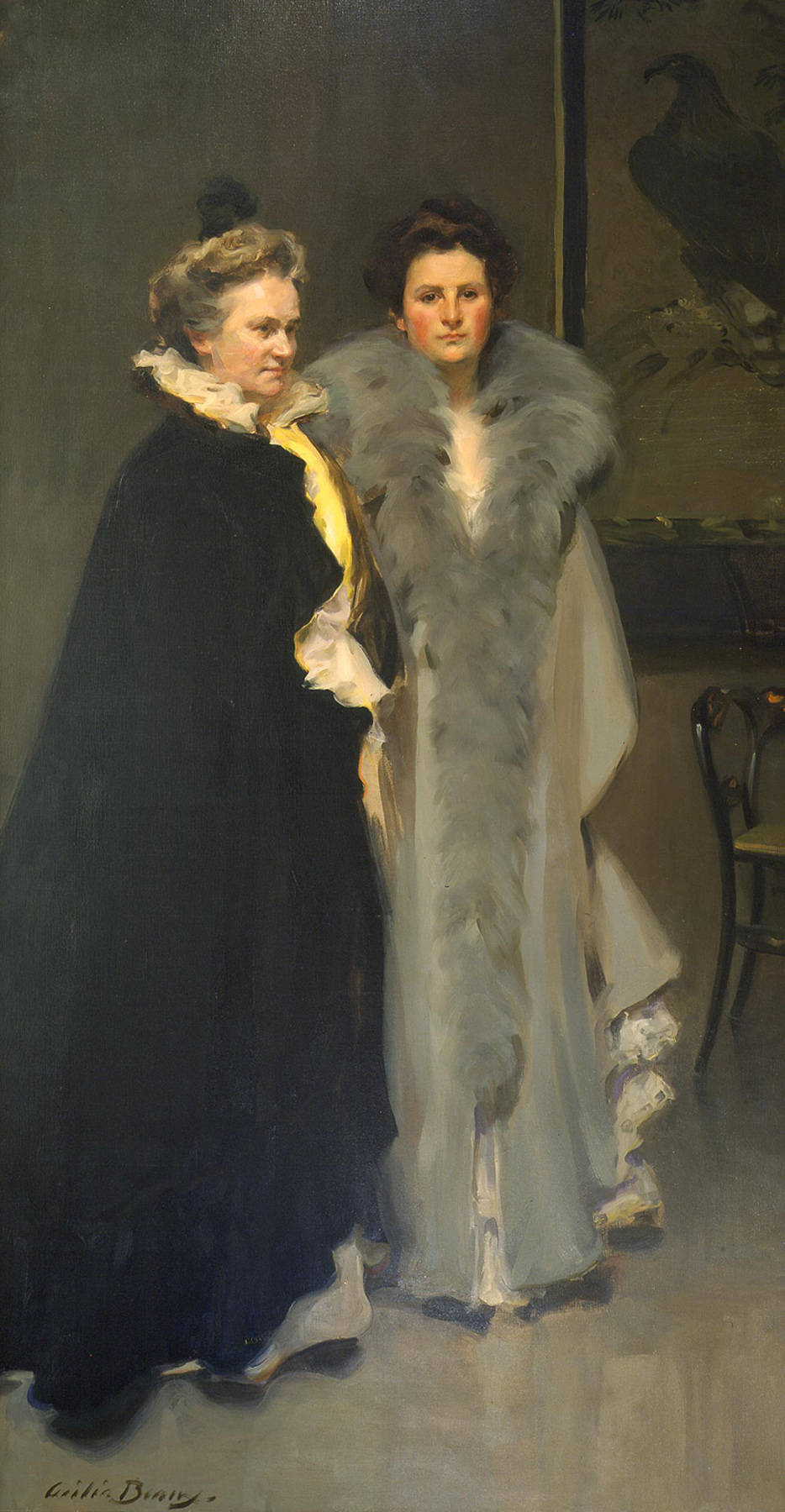
Мати і дочка (місіс Клемент Ґріском і Френсіс С. Ґріском) (1898) від Сесілія Бо.
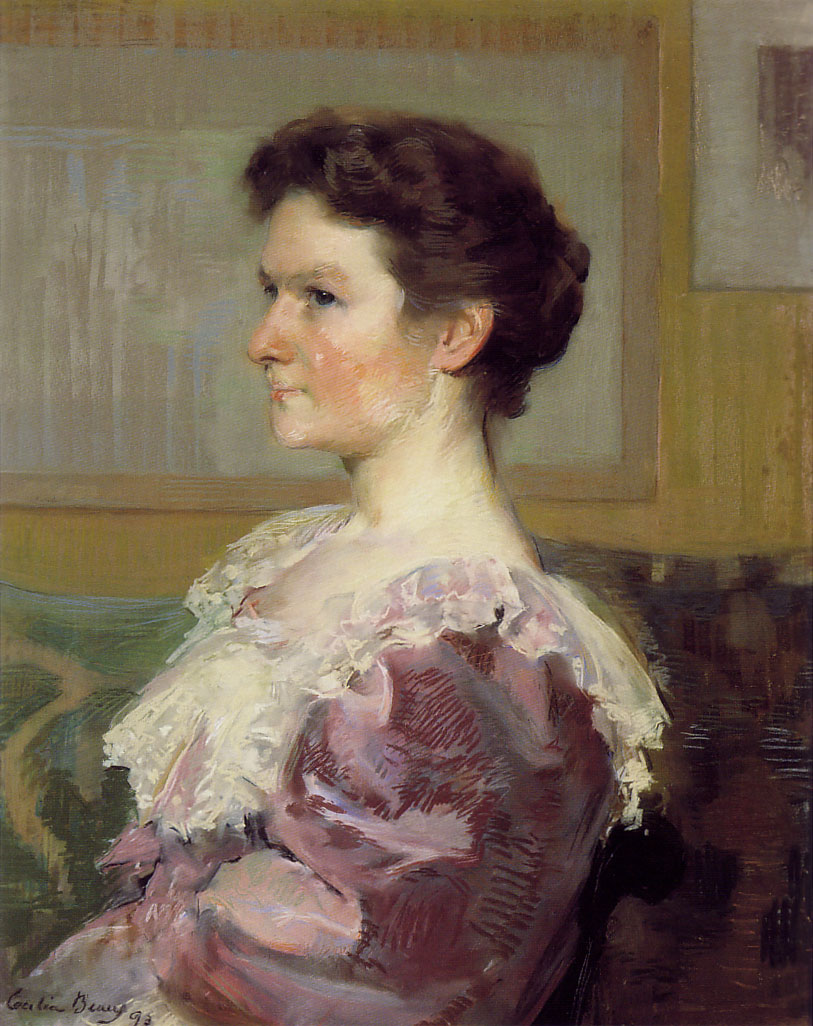
Helen Biddle Griscom  (1893) по Сесілія Бо.
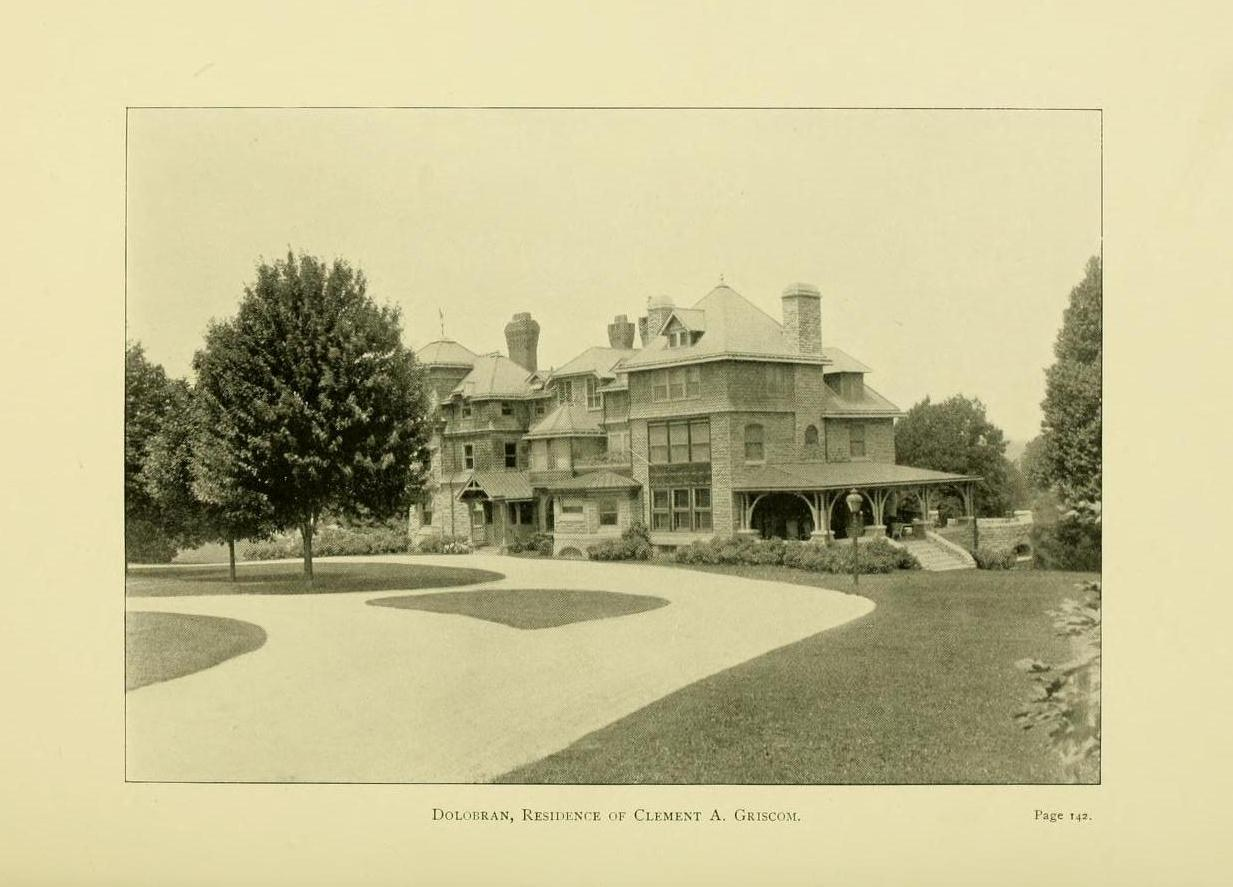
Dolobran, Haverford, Pennsylvania (1881), Frank Furness, архітектор.